# 2000 FJ5
2000 FJ5 är en asteroid i huvudbältet som upptäcktes 29 mars 2000 av den japanska astronomen Takao Kobayashi vid Ōizumi-observatoriet.